# Münichreith-Laimbach
Münichreith-Laimbach est une commune autrichienne du district de Melk en Basse-Autriche.